# European Open 2020
European Open 2020 byl tenisový turnaj pořádaný jako součást mužského okruhu ATP Tour, který se odehrával na krytých dvorcích s tvrdým povrchem v Lotto Arena. Probíhal mezi 19. až 25. říjnem 2020 v belgických Antverpách jako pátý ročník turnaje.
Turnaj s celkovým rozpočtem 472 590 eur patřil do kategorie ATP Tour 250. Nejvýše nasazeným hráčem ve dvouhře se stal čtrnáctý tenista světa David Goffin z Belgie. Jako poslední přímý účastník do hlavní singlové soutěže nastoupil 71. hráč žebříčku, Brit Cameron Norrie.
Druhý singlový titul na okruhu ATP Tour vybojoval Francouz Ugo Humbert. Deblovou soutěž ovládl australsko-novozélandský pár John Peers a Michael Venus, jehož členové získali třetí společnou trofej.

## Rozdělení bodů a finančních odměn

### Rozdělení bodů
| Soutěž  | vítězové | finalisté | semifinalisté | čtvrtfinalisté | 16 v kole | 32 v kole | Q  | Q2 | Q1 |
| ------- | -------- | --------- | ------------- | -------------- | --------- | --------- | -- | -- | -- |
| dvouhra | 250      | 150       | 90            | 45             | 20        | 0         | 12 | 6  | 0  |
| čtyřhra | 250      | 150       | 90            | 45             | 0         | —         | —  | —  | —  |

### Finanční odměny
| Soutěž                              | vítězové | finalisté | semifinalisté | čtvrtfinalisté | 16 v kole | 32 v kole | Q2      | Q1      |
| ----------------------------------- | -------- | --------- | ------------- | -------------- | --------- | --------- | ------- | ------- |
| dvouhra                             | 30 160 € | 24 000 €  | 16 000 €      | 11 200 €       | 9 000 €   | 6 565 €   | 3 210 € | 1 670 € |
| čtyřhra                             | 10 710 € | 7 820 €   | 6 210 €       | 4 590 €        | 3 460 €   | —         | —       | —       |
| částka ve čtyřhře je uvedena na pár |          |           |               |                |           |           |         |         |

## Dvouhra

### Nasazení hráčů
| Země                          | Hráč                | ATP | Nasazení |
| ----------------------------- | ------------------- | --- | -------- |
| Belgie                        | David Goffin        | 14. | 1.       |
| Španělsko                     | Pablo Carreño Busta | 15. | 2.       |
| Rusko                         | Karen Chačanov      | 17. | 3.       |
| Bulharsko                     | Grigor Dimitrov     | 19. | 4.       |
| Kanada                        | Milos Raonic        | 21. | 5.       |
| Srbsko                        | Dušan Lajović       | 24. | 6.       |
| USA                           | Taylor Fritz        | 28. | 7.       |
| Austrálie                     | Alex de Minaur      | 29. | 8.       |
| Žebříček ATP k 12. říjnu 2020 |                     |     |          |

### Jiné formy účasti na turnaji
Následující hráči obdrželi divokou kartu do hlavní soutěže:
- Zizou Bergs
- Kimmer Coppejans
- Luca Nardi

Následující hráči postoupili z kvalifikace:
- Salvatore Caruso
- Marcos Giron
- Lloyd Harris
- Emil Ruusuvuori

Následující hráč postoupil z kvalifikace jako tzv. šťastný poražený:
- Federico Coria

### Odhlášení
před začátkem turnaje
- Nikoloz Basilašvili → nahradil jej  Richard Gasquet
- Matteo Berrettini → nahradil jej  Aljaž Bedene
- Kei Nišikori → nahradil jej  Federico Coria
- Fabio Fognini → nahradil jej  Feliciano López
- Cristian Garín → nahradil jej  Pablo Andújar
- Andrej Rubljov → nahradil jej  Frances Tiafoe
- Casper Ruud → nahradil jej  Tommy Paul

## Čtyřhra

### Nasazení párů
| Země                                                                      | Hráč                 | Země               | Hráč              | ATP | Nasazení |
| ------------------------------------------------------------------------- | -------------------- | ------------------ | ----------------- | --- | -------- |
| Kolumbie                                                                  | Juan Sebastián Cabal | Kolumbie           | Robert Farah      | 3.  | 1.       |
| Austrálie                                                                 | John Peers           | Nový Zéland        | Michael Venus     | 38. | 2.       |
| Francie                                                                   | Fabrice Martin       | Nizozemsko         | Jean-Julien Rojer | 46. | 3.       |
| Spojené království                                                        | Jamie Murray         | Spojené království | Neal Skupski      | 51. | 4.       |
| Belgie                                                                    | Sander Gillé         | Belgie             | Joran Vliegen     | 78. | 5.       |
| Žebříček ATP k 12. říjnu 2020; číslo je součtem postavení obou členů páru |                      |                    |                   |     |          |

### Jiné formy účasti
Následující páry obdržely divokou kartu do hlavní soutěže:
- Michael Geerts /  Yannick Mertens
- Zane Khan /  Luca Nardi

Následující páry nastoupily z pozice náhradníka:
- Alex de Minaur /  Matt Reid
- Pablo Andújar /  Sander Arends

### Odhlášení
před začátkem turnaje
- Juan Sebastián Cabal
- Kei Nišikori

## Přehled finále

### Mužská dvouhra
- Ugo Humbert vs.  Alex de Minaur, 6–1, 7–6(7–4)

### Mužská čtyřhra
- John Peers /  Michael Venus vs.  Rohan Bopanna /  Matwé Middelkoop, 6–3, 6–4